# La Jara (Colorado)
La Jara é uma cidade  localizada no estado americano de Colorado, no Condado de Conejos.

## Demografia
Segundo o censo americano de 2000, a sua população era de 877 habitantes.
Em 2006, foi estimada uma população de 823, um decréscimo de 54 (-6.2%).

## Geografia
De acordo com o United States Census Bureau tem uma área de
0,9 km², dos quais 0,9 km² cobertos por terra e 0,0 km² cobertos por água. La Jara localiza-se a aproximadamente 2318 m acima do nível do mar.

## Localidades na vizinhança
O diagrama seguinte representa as localidades num raio de 24 km ao redor de La Jara.